# Yehudà ha-Nassí
Yehudà ha-Nassí (en català: Judà el Príncep) (en hebreu: רבי יהודה הנשיא) més conegut sota els sobrenoms de Rabí (en hebreu: רבי) i Rabenu HaKadosh (en hebreu: רבנו הקדוש) ("el nostre sant mestre"), és un Tanaïm (un savi de la Mixnà) de la cinquena generació (135 - fins a 220 EC). Fou un príncep (Nassí) (president del Sanedrí) del llinatge de Hillel l'Ancià, és a l'origen de la compilació de la Mixnà, clausurant així l'era dels Tanaïm cap els voltants del 200 EC.

## Biografia
Yehuda ha-Nassí neix, segons un Midraix sovint repetit, el dia mateix que el Rabí Akiva va morir màrtir. El Talmud hi veu el resultat de la Divina Providència, Déu mateix va donar al poble jueu un nou dirigent d'envergadura, en el moment que un altre dirigent d'una altra generació desapareix. Segons diu una tradició talmúdica, el rabí Judà va morir a Seforis, i fou enterrat a Bet Xearim. Una altra tradició de l'edat mitjana situa la seva cova a Seforis.

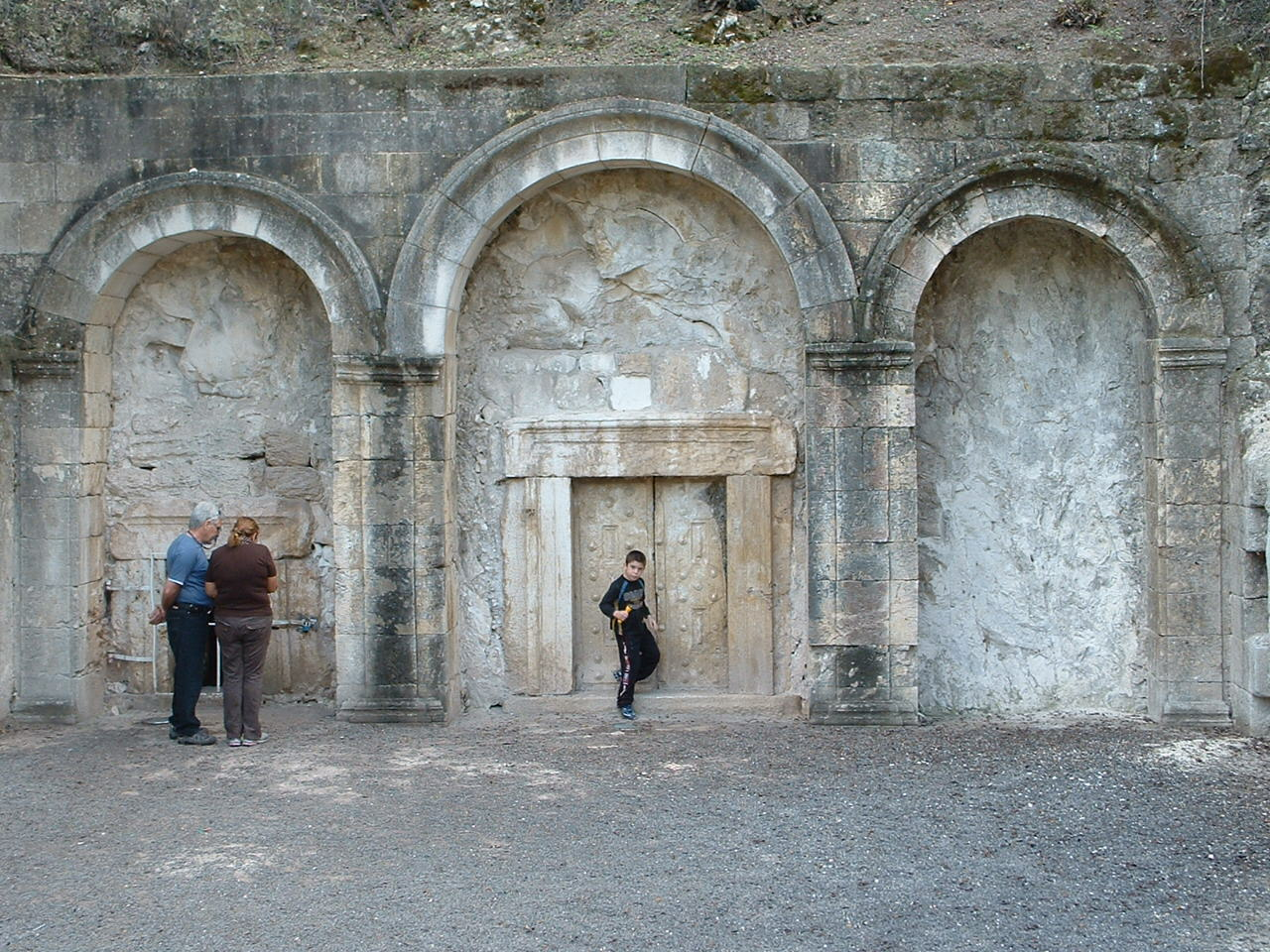
Cova de Judà ha-Nassí a Bet Xearim.
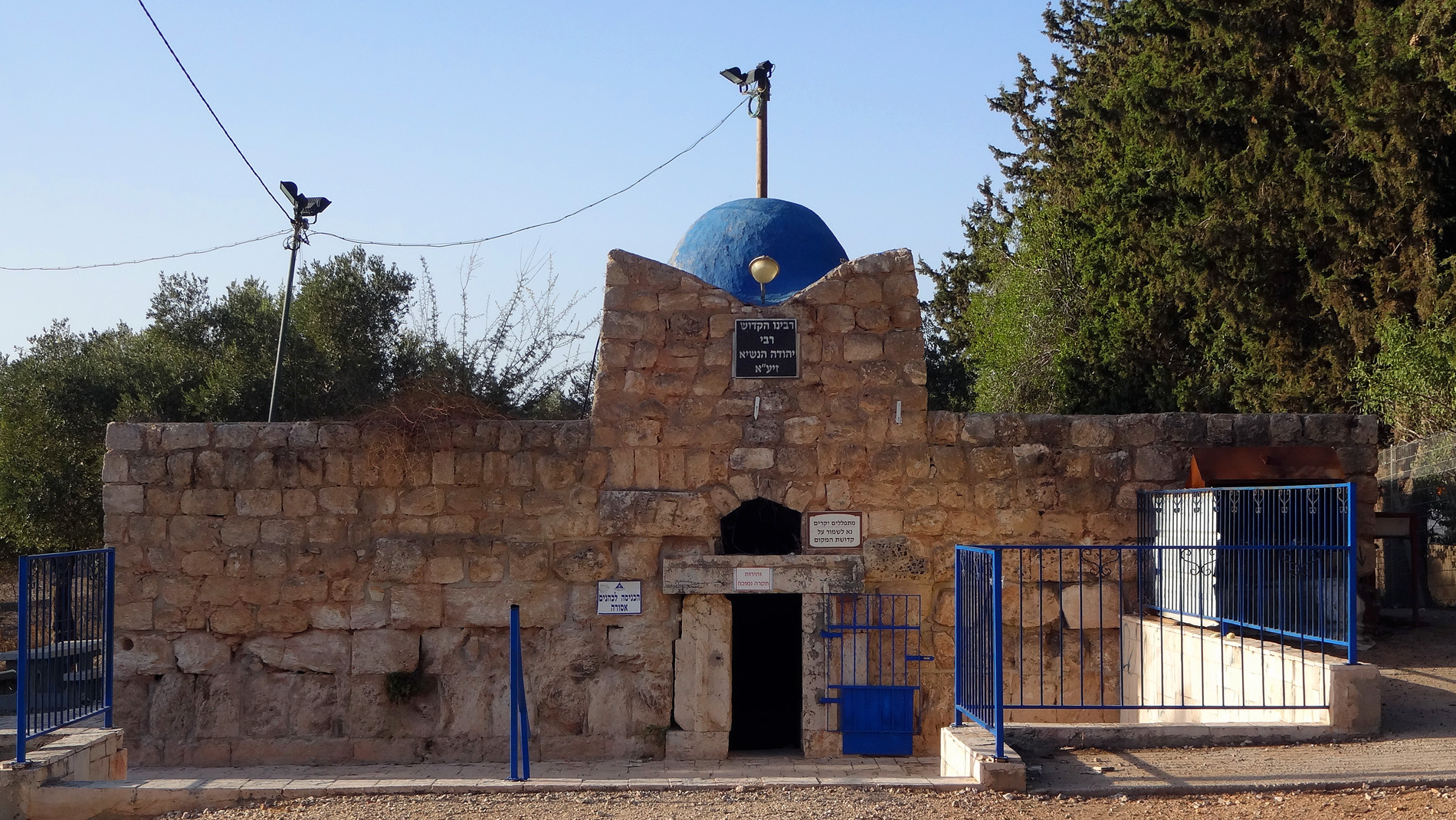
Cova de Judà ha-Nassí a Seforis. L'indret també és anomenat: la cova de les filles de Jacob.